# Semen Klymowskyj

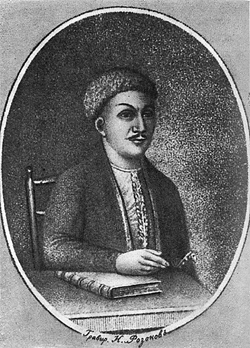
Abbildung Klymowskyjs

Semen Klymowskyj (ukrainisch Семен Климовський; * 1705 im Hetmanat; † 1785 im Dorf Pryputni, Provinz Cherson, heute Teil von Moschoryne) war ein ukrainischer Kosak, Philosoph und Dichter des Charkiw-Regiments, der das berühmte ukrainische Volkslied „Es ritt ein Kosak über die Donau“ schrieb.

## Leben
Der genaue Geburtsort ist unbekannt. Das Leben von Klymowskyj ist verbunden mit der Kiew-Mohyla-Akademie. Die Werke des Dichters zeugen von seinen Kenntnissen in Sprachen, Literatur und Philosophie. Unter denen, deren Ansichten Klymowskyj am nächsten standen, sollte Horaz an erster Stelle erwähnt werden.
Sein ganzes Leben lang nahm er seit 1724 an den Feldzügen der ukrainischen Kosaken teil. Inspiriert von ihnen verfasste er Gedichte und Lieder. Ende des 18. Jahrhunderts gründete er auf dem Gebiet des ehemaligen Saporoschischen Sich zusammen mit einem Freund das Dorf Pryputni, wo er starb.

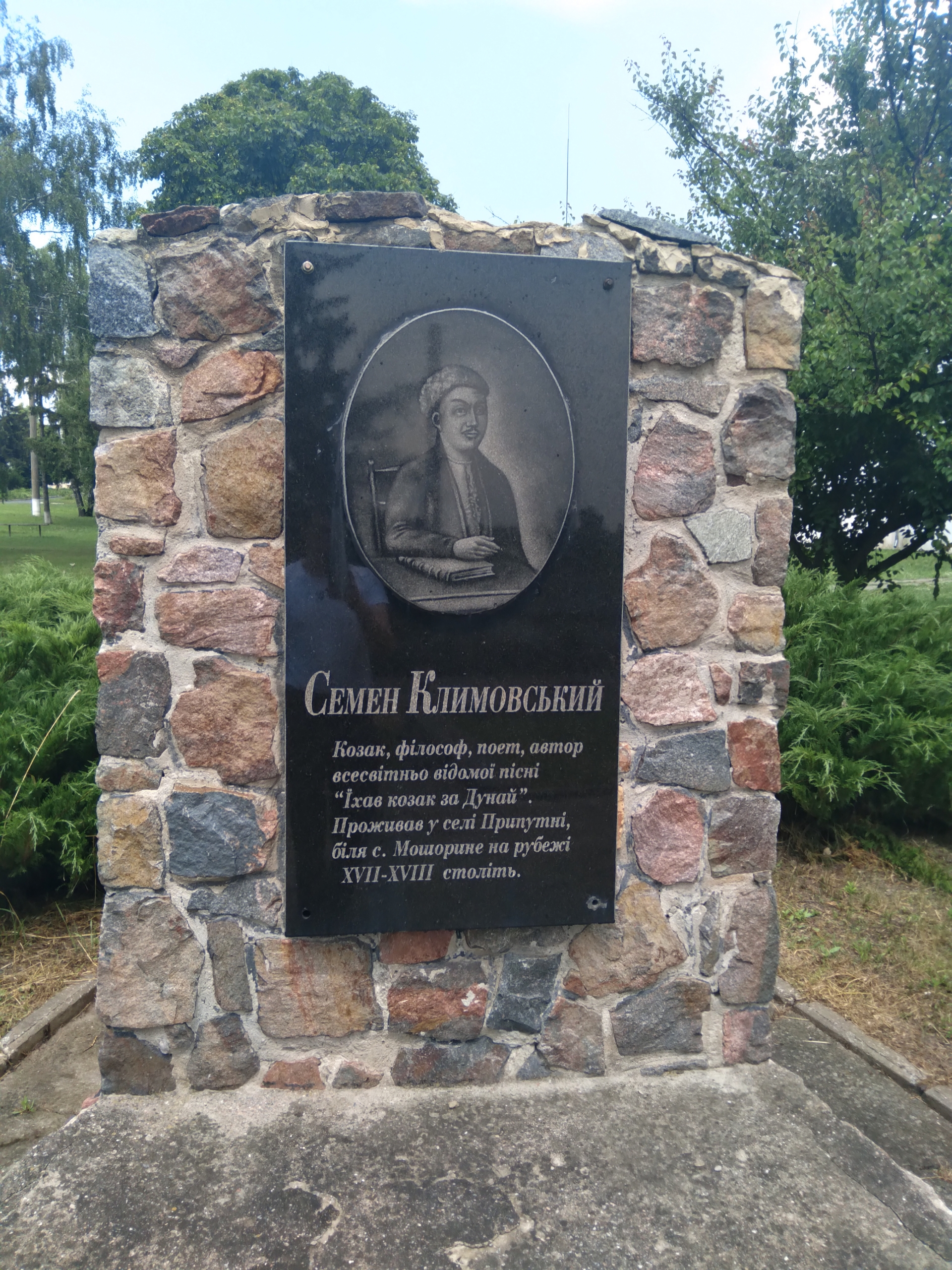
Denkmal für Semen Klymowskyj in Moshoryne

Pryputni wurde infolge des Holodomor aufgegeben und sein Gebiet wurde Moschoryne angegliedert.